# Wordwall
Wordwall (з англ.стіна слів)- інтерактивний навчальний застосунок за допомогою якого можна створювати інтерактивні вправи для навчання.
Wordwall можна використовувати для створення інтерактивних вправ і матеріалів для видруку. Більшість наших шаблонів доступні в інтерактивному вигляді, а також у версії для видруку.
- Інтерактивні вправи можна відтворювати на будь-якому вебпристрої, наприклад, комп'ютері, планшеті, телефоні чи інтерактивній дошці. Учні та учениці можуть відтворювати їх самостійно, або це може робити вчитель чи вчителька в той час, як учні та учениці виконують вправу по черзі біля дошки.

- Матеріали для видруку можна видрукувати з сайту або завантажити у вигляді файлу PDF. Їх можна використовувати як додаток до інтерактивної вправи або як окрему вправу.

## Створення вправ на основі шаблонів
Вправи створюються за допомогою шаблонів.Ці шаблони включають знайомі класичні формати, як-от вікторина і кросворд.

## Робота з шаблонами
Якщо ви вже створили вправу, ви все ще можете обрати для неї інший шаблон за допомогою натискання однієї кнопки. Це зекономить ваш час і допоможе впровадити зміни і покращити ресурси.Наприклад, якщо ви створили вправу зіставлення з іменами фігур, то можете перетворити її у кросворд з тими самими іменами фігур.
Таким же чином ми можемо перетворити ваш ресурс у вікторину, пошук слів тощо.Не обов'язково використовувати заздалегідь створені вправи. Якщо ви знайшли вправу, яка чимось вам не підходить, ви легко можете відредагувати її вміст відповідно до своїх уроків і стилю навчання.Інтерактивні вправи можуть мати різні теми. Кожна тема змінює вигляд вправи, використовуючи різну графіку, шрифти та звуки. Крім того, ви знайдете додаткові можливості встановлення таймера або редагування гри. Матеріали для видруку також мають варіанти. Наприклад, можна змінювати шрифт або видруковувати кілька копій на одній сторінці.

## Завдання
Вправи у Wordwall можна задавати учням та ученицям як завдання. Коли вчитель чи вчителька створює завдання, учні та учениці спрямовуються до цього конкретного завдання і не мусять заходити через головну сторінку вправ. Цю функцію можна використовувати у класі, де учні та учениці мають доступ до власних пристроїв, або задавати як домашнє завдання. Результати всіх учнів та учениць зберігаються і стають доступними для вчителя чи вчительки.